# Прва савезна лига Југославије у фудбалу 1985/86.
Првенство Југославије у фудбалу 1985/86. је била 58. сезона такмичења највишег ранга фудбалског такмичења у Југославији. Обележено је великим скандалом и оптужбама око намештања утакмица у последњем (34.) колу првенства, што је прерасло у тзв. "Аферу Шајбер", названу по председнику ФСЈ Славку Шајберу. Екипа Партизана је била шампион, освојивши десету титулу, међутим након прерачунавања бодова је титула припала екипи Црвеној звезди, да би након неколико судских тужби и поступака, титула ипак била враћена Партизану у 1987.
Поред афере о намјештању првенства, сезону је обиљежила и смрт нападача Партизана Драгана Манцеа, који је погинуо у саобраћајној несрећи.

## Учесници
| Екипа              | Град     | Савезна република |
| ------------------ | -------- | ----------------- |
| Сарајево           | Сарајево | СР БиХ            |
| Хајдук             | Сплит    | СР Хрватска       |
| Партизан           | Београд  | СР Србија         |
| Црвена звезда      | Београд  | СР Србија         |
| Вардар             | Скопље   | СР Македонија     |
| Динамо Загреб      | Загреб   | СР Хрватска       |
| Жељезничар         | Сарајево | СР БиХ            |
| Ријека             | Ријека   | СР Хрватска       |
| Сутјеска           | Никшић   | СР Црна Гора      |
| Приштина           | Приштина | СР Србија         |
| Вележ Мостар       | Мостар   | СР БиХ            |
| Осијек             | Осијек   | СР Хрватска       |
| Слобода Тузла      | Тузла    | СР БиХ            |
| Динамо Винковци    | Винковци | СР Хрватска       |
| Будућност Титоград | Титоград | СР Црна Гора      |
| Војводина          | Нови Сад | СР Србија         |
| ОФК Београд        | Београд  | СР Србија         |
| Челик Зеница       | Зеница   | СР БиХ            |

## Преглед сезоне
У 78. вечитом дербију фудбалер Партизана Милош Ђелмаш је приликом старта сломио ногу фудбалеру Црвене звезде Јовици Николићу.

### Позадина афере Шајбер
У последњем колу првенства су Партизан и Црвена звезда били једини кандидати за титулу, и имали су једнак број бодова, с тим што је Партизан дао гол више. У регуларном току сезоне су на стадиону ЈНА одиграли 1:1, док је на Маракани било 2:1 у корист Звезде. Тим из Хумске 1 је у последњем мечу првенства био домаћин Жељезничару, док је Звезда гостовала на Кошеву екипи Сарајева. У фудбалској јавности Југославије се говорило о добрим односима Партизана и Жељезничара, а и Црвене звезде и Сарајева, тако да су се, на основу те приче, "поклопиле коцкице" за последње коло.
Неки од примера тих пријатељских односа су исходи мечева последњег кола првенства у сезони 1971/72. у којима су се за титулу наметали Жељезничар и Звезда. Жељезничар је 11. јуна 1972. у последњем колу гостовао на ЈНА са два бода предности у односу на Звезду, док је Звезда гостовала на Кошеву екипи ФК Сарајево. Жељезничар је убедљиво славио против Партизана са 0:4, уз 3 гола Бошка Јанковића, и тада Жељезничар осваја своју једину титулу првака државе, док је Звезда лако савладала Сарајево са 2:4, али им то није било довољно за титулу.
У сезони која је претходила "афери Шајбер", 1984/85, Звезда је одиграла свој последњи меч као гост екипи Сарајева. Тада су Сарајеву били потребни бодови како би оверио своју другу титулу првака државе, што је и учинио победом од 2:1, да би наредног дана голгетер Сарајева Хусреф Мусемић потписао за црвено-беле, што се на неки начин спекулисало да је била цена за победу Сарајева у том мечу.
Наравно, саме сумње да ће екипе због некаквих блиских односа одиграти договорен меч, нису доказ сам по себи да ће се неки сусрет прогласити намештеним. За сваки случај, како би све било у оквирима регуларности, како се не би поновила нека ситуација попут оне из последњег кола сезоне 1975/76, када је Партизанова утакмица против Олимпије у Љубљани, у којој Партизан голом Бјековића у финишу меча долази до победе од 1:2 и титуле, трајала неколико минута дуже од сусрета Хајдука на Карабурми, који је завршен са 1:1, ФСЈ доноси одлуку да сви дуели судбоносног суботњег поподнева морају почети и завршити у исто време.

## Табела пред последње коло
| Pos | Тим                | О  | П  | Н  | И  | ГД | ГП | ГР  | Бод. | Qualification or relegation                    |
| --- | ------------------ | -- | -- | -- | -- | -- | -- | --- | ---- | ---------------------------------------------- |
| 1   | Партизан           | 33 | 20 | 7  | 6  | 61 | 29 | +32 | 47   | Квалификације за прво коло КЕШ 1986/87.        |
| 2   | Црвена звезда      | 33 | 20 | 7  | 6  | 69 | 38 | +31 | 47   | Квалификације за прво коло Купа УЕФА           |
| 3   | Вележ              | 33 | 13 | 11 | 9  | 62 | 47 | +15 | 37   | Квалификације за Куп победника купова 1986/87. |
| 4   | Ријека             | 33 | 12 | 12 | 9  | 41 | 30 | +11 | 36   | Квалификације за прво коло Купа УЕФА           |
| 5   | Хајдук Сплит       | 33 | 14 | 7  | 12 | 50 | 41 | +9  | 35   | Квалификације за прво коло Купа УЕФА           |
| 6   | Жељезничар         | 33 | 15 | 5  | 13 | 58 | 59 | −1  | 35   |                                                |
| 7   | Динамо Загреб      | 33 | 10 | 14 | 9  | 46 | 42 | +4  | 34   |                                                |
| 8   | Вардар             | 33 | 14 | 5  | 14 | 52 | 59 | −7  | 33   |                                                |
| 9   | Осијек             | 33 | 11 | 9  | 13 | 37 | 41 | −4  | 31   |                                                |
| 10  | Сутјеска Никшић    | 33 | 14 | 3  | 16 | 50 | 56 | −6  | 31   |                                                |
| 11  | Приштина           | 33 | 13 | 5  | 15 | 37 | 47 | −10 | 31   |                                                |
| 12  | Слобода Тузла      | 33 | 11 | 9  | 13 | 46 | 57 | −11 | 31   |                                                |
| 13  | Динамо Винковци    | 33 | 11 | 8  | 14 | 48 | 49 | −1  | 30   |                                                |
| 14  | Сарајево           | 33 | 11 | 8  | 14 | 41 | 42 | −1  | 30   |                                                |
| 15  | Будућност Титоград | 33 | 13 | 3  | 17 | 42 | 47 | −5  | 29   |                                                |
| 16  | Челик Зеница       | 33 | 11 | 7  | 15 | 38 | 48 | −10 | 29   |                                                |
| 17  | ОФК Београд        | 33 | 11 | 6  | 16 | 45 | 61 | −16 | 28   | Испадање у Другу савезну лигу                  |
| 18  | Војводина          | 33 | 6  | 8  | 19 | 32 | 62 | −30 | 20   | Испадање у Другу савезну лигу                  |

## Резултат последњег "Шајберовог" кола уз коментаре
| Домаћин         | Резултат | Гост               | Коментар |
| --------------- | -------- | ------------------ | --- |
| Партизан        | 4-0*     | Жељезничар         | Партизану је било потребно да забележи победу са истом гол разликом као и Црвена звезда како би освојио титулу. Утакмица у Београду је почела са 15-ак минута закашњења пошто је, након што је судија Бериша Синаши дозволио, Партизан организовао опроштај од Живковића и Варге који су каријере настављали у иностранству. |
| Сарајево        | 0-4*     | Црвена звезда      | Црвеној звезди је била потребна победа са већом гол разликом од Партизана како би постала шампион. Звездин покушај за испраћај уз прославу за голмана Љуковчана, који је каријеру настављао у Фенербахчеу, није успео јер судија Гоце Попев није дозволио                                                                    |
| Војводина       | 1-7 *    | Динамо Загреб      | Динаму је била потребна победа са што више голова разлике како би се пласирао у Куп УЕФА. |
| Хајдук Сплит    | 5-3 *    | Динамо Винковци    | Хајдуку је била потребна победа, а Давор Чоп из Динама (Винковци) се борио за титулу најбољег стрелца лиге, и на утакмици постиже 3 гола. |
| Сутјеска Никшић | 5-5*     | Будућност Титоград | Будућности и Сутјесци је био потребан нерешен резултат за опстанак, а покушало се и да Милош Бурсаћ добије титулу најбољег стрелца. |
| Челик Зеница    | 1-1*     | Ријека             | Ријеци је за пласман у куп УЕФА, а Челику за опстанак био потребан нерешен резултат. |
| Осијек          | 2-1      | Слобода Тузла      | |
| Вележ           | 2-3*     | ОФК Београд        | Вележ је већ био осигурао пласман у Куп УЕФА, док је ОФК-у требала победа како би остао у лиги. |
| Приштина        | 0-0      | Вардар             | |

* резултати код којих се сумњало да су намештени

## Коначна табела након спорног кола
| Pos | Тим             | О  | П  | Н  | И  | ГД | ГП | ГР  | Бод. | Qualification or relegation                    |
| --- | --------------- | -- | -- | -- | -- | -- | -- | --- | ---- | ---------------------------------------------- |
| 1   | Партизан        | 34 | 21 | 7  | 6  | 65 | 29 | +36 | 49   | Квалификације за прво коло Купа УЕФА           |
| 2   | Црвена звезда   | 34 | 21 | 7  | 6  | 73 | 38 | +35 | 49   | Квалификације за прво коло КЕШ 1986/87.        |
| 3   | Вележ           | 34 | 13 | 11 | 10 | 64 | 50 | +14 | 37   | Квалификације за Куп победника купова 1986/87. |
| 4   | Хајдук Сплит    | 34 | 15 | 7  | 12 | 55 | 44 | +11 | 37   | Квалификације за прво коло Купа УЕФА           |
| 5   | Ријека          | 34 | 12 | 13 | 9  | 42 | 31 | +11 | 37   | Квалификације за прво коло Купа УЕФА           |
| 6   | Динамо Загреб   | 34 | 11 | 14 | 9  | 53 | 43 | +10 | 36   |                                                |
| 7   | Жељезничар      | 34 | 15 | 5  | 14 | 58 | 63 | −5  | 35   |                                                |
| 8   | Вардар          | 34 | 14 | 6  | 14 | 52 | 59 | −7  | 34   |                                                |
| 9   | Осијек          | 34 | 12 | 9  | 13 | 39 | 42 | −3  | 33   |                                                |
| 10  | Сутјеска Никшић | 34 | 14 | 4  | 16 | 55 | 61 | −6  | 32   |                                                |
| 11  | Приштина        | 34 | 13 | 6  | 15 | 37 | 47 | −10 | 32   |                                                |
| 12  | Слобода Тузла   | 34 | 11 | 9  | 14 | 47 | 59 | −12 | 31   |                                                |
| 13  | Динамо Винковци | 34 | 11 | 8  | 15 | 51 | 54 | −3  | 30   |                                                |
| 14  | Будућност       | 34 | 13 | 4  | 17 | 47 | 52 | −5  | 30   |                                                |
| 15  | Сарајево        | 34 | 11 | 8  | 15 | 41 | 46 | −5  | 30   |                                                |
| 16  | Челик           | 34 | 11 | 8  | 15 | 39 | 49 | −10 | 30   |                                                |
| 17  | ОФК Београд     | 34 | 12 | 6  | 16 | 48 | 63 | −15 | 30   | Испадање у Другу савезну лигу                  |
| 18  | Војводина       | 34 | 6  | 8  | 20 | 33 | 69 | −36 | 20   | Испадање у Другу савезну лигу                  |

## Листа стрелаца
| Позиција | Име                | Екипа           | Голови |
| -------- | ------------------ | --------------- | ------ |
| 01.      | Давор Чоп          | Динамо Винковци | 22     |
| 02.      | Милош Бурсаћ       | Сутјеска Никшић | 20     |
| 03.      | Златко Вујовић     | Хајдук Сплит    | 18     |
| 04.      | Звонко Варга       | Партизан        | 17     |
| 05.      | Предраг Јурић      | Вележ           | 15     |
| 05.      | Маринко Стојаковић | ОФК Београд     | 15     |
| 07.      | Радмило Михајловић | Жељезничар      | 14     |

## Понављање последњег кола, епилог и судски процеси
Након последњег кола Партизан постаје шампион захваљујући бољој гол разлици од другопласиране Црвене звезде. Међутим, 20. јуна 1986. године председништво ФСЈ, на челу са Славком Шајбером, доноси следеће одлуке:
- поништавање последњег кола сезоне 1985/86. и нареди поновно одигравање свих девет утакмица
- У следећој сезони, 1986/87., свака од 12 осумњичених екипа: Партизан, Црвена звезда, Вележ, Ријека, Динамо Загреб, Будућност Титоград, Жељезничар, Сутјеска Никшић, Челик Зеница, Сарајево, Војводина и ОФК Београд) започиње са -6 поена.

Сви клубови осим Партизана и Динама из Загреба су пристали на поновно одигравање мечева, међутим Динамо се, под притиском избацивања из првенства, ипак предомислио. Партизан је, иако усамљен, остао упоран у намери да се бори против Шајберових мера. Клуб из Хумске 1 је обио да поново одигра меч против Жељезничара, наводећи да би "поновним играњем те утакмице признао своје учешће у намештању кога није било".
| Домаћин         | Резултат                | Гост               |
| --------------- | ----------------------- | ------------------ |
| Партизан        | 0-3 (службени резултат) | Жељезничар         |
| Сарајево        | 2-1                     | Црвена звезда      |
| Војводина       | 1-0                     | Динамо Загреб      |
| Хајдук Сплит    | 6-1                     | Динамо Винковци    |
| Сутјеска Никшић | 1-1                     | Будућност Титоград |
| Челик Зеница    | 1-1                     | Ријека             |
| Осијек          | 0-0                     | Слобода Тузла      |
| Вележ           | 5-1                     | ОФК Београд        |
| Приштина        | 2-2                     | Вардар             |

Пошто су сви тимови осим Партизана пристали на поновно одигравање мечева, Жељезничар је службеним резултатом победио 0:3, а Звезда је упркос поразу од Сарајева са 2:1 освојила титулу због боље гол разлике. Због тога је Звезда учествовала у Купу Европских шампиона 1986/87..
Уследила је серија жалби и тужби од стране Партизана, и цео случај је завршио на уставном суду. Док су уставни суд и суд Удруженог рада Србије донели пресуду, следећа сезона 1986/87. је већ била завршена, и шампион је постао Вардар, захваљујући чињеници да је 10 тимова стартовало са -6 поена. Црно-бели другу сезону заредом остају без наступа у КЕШ-у, и то их је, како су касније објашњавали челници клуба, онемогућило да доведу планирана појачања и створе тим који би вероватно у Европи стигао тамо где се Звезда нашла 1991. године.
Судска пресуда из 1987. је гласила да нема доказа о намештању у последњем колу претходног првенства, и титула је враћена Партизану. Ово је аутоматски значило да нема основа за одузимање бодова у сезони 1986/87. па је након пресабирања бодова Партизану додељена и титула у сезони 1986/87., уместо Вардара, који је ипак задржао право да учествује у Купу Европских шампиона 1987/88.. Европска фудбалска унија (УЕФА) ни данас не признаје те титуле Партизану.

## Састави екипа
| Екипа           | Играчи | Тренер                               |
| --------------- | --- | ------------------------------------ |
| Партизан        | Фахрудин Омеровић, Звонко Варга, Љубомир Радановић, Владимир Вермезовић, Адмир Смајић, Слободан Ројевић, Горан Стевановић, Небојша Вучићевић, Милош Ђелмаш, Звонко Живковић, Бајро Жупић, Милоња Ђукић, Владо Чапљић , Радослав Никодијевић, Миодраг Бајовић, Миодраг Радовић, Милинко Пантић, Милорад Бајовић, Драган Манце, Горан Богдановић, Јовица Колб, Иса Садрију | Ненад Бјековић                       |
| Црвена звезда   | Живан Љуковчан, Бошко Ђуровски, Хусреф Мусемић, Марко Елснер, Митар Мркела, Милан Јанковић, Златко Крџевић, Славко Радовановић, Жарко Ђуровић, Горан Милојевић, Милко Ђуровски, Миодраг Кривокапић, Зоран Димитријевић, Јовица Николић, Милан Ивановић, Драган Милетовић, Зоран Павловић, Мирослав Шугар, Милан Јовин, Златко Крмпотић, Миралем Зјајо, Влада Стошић | Гојко Зец                            |
| Вележ           | Предраг Јурић, Владимир Матијевић, Анел Карабег, Владимир Скочајић, Горан Јурић, Семир Туце, Драженко Прскало, Владимир Гудељ, Сеад Кајтаз, Мили Хаџиабдић, Авдо Калајџић, Вукашин Петрановић, Ивица Барбарић, Исмет Шишић, Ненад Биједић, Седин Тановић, Јошко Поповић, Мишо Крстичевић, Мехо Кодро, Веселин Ђурасовић, Зијад Тојага, Даворин Јуричић, Сенад Главовић, Емир Туфек, Далибор Цвитановић, Сенад Дроце | Душан Бајевић                        |
| Хајдук          | Стјепан Андријашевић, Драгутин Челић, Аљоша Асановић, Зоран Вулић, Златко Вујовић, Блаж Слишковић, Иван Гудељ, Бранко Миљуш, Јерко Типурић, Зоран Варводић, Зоран Вујовић, Ватрослав Петриновић, Милан Петровић, Стјепан Деверић, Јосип Вебер, Иве Јеролимов, Јосип Шпањић, Анте Мише, Ивица Калинић, Иван Пудар, Златко Далић, Игор Штимац, Горан Миланко, Марин Галић, Далибор Кнежевић | Станко Поклеповић                    |
| Ријека          | Небојша Малбаша, Никица Миленковић, Јанко Јанковић, Данко Матрљан, Владо Котур, Ненад Грачан, Мауро Равнић, Роберто Палиска, Предраг Валенчић, Борче Средојевић, Раде Љепојевић, Борис Тичић, Игор Јелавић, Зоран Шкерјанц, Давор Радмановић, Младен Младеновић, Јован Савић, Роберт Рубчић, Зоран Шестан, Невенко Васиљевић, Дарко Перанић, Жељко Цупач, Б. Радојевић | Јосип Скоблар                        |
| Динамо Загреб   | Мустафа Арслановић, Борислав Цветковић, Марко Млинарић, Жељко Цупан, Миливој Брачун, Младен Муњаковић, Ранко Стојић, Звјездан Цветковић, Дражен Бесек, Мирко Лулић, Сречко Катанец, Ђуро Шмит, Станислав Комочар, Исмет Хаџић, Анте Румора, Жељко Вуковић, Сњежан Церин, Иван Цвјетковић, Звонко Марић, Јосип Богдановић, Славко Иштванић, Давор Браун, Марио Новак, Звонимир Бобан, Дражен Бобан, Самујел Оквараји, Жељко Аџић | Мирослав Блажевић                    |
| Жељезничар      | Един Ћурић, Харис Шкоро, Мехмед Баждаревић, Радмило Михајловић, Рефик Шабанаџовић, Мирсад Баљић, Владо Комшић, Зоран Самарџија, Слободан Јањуш, Жељко Јанковић, Бранислав Берјан, Раде Паприца, Неџад Верлашевић, Милан Гутовић, Зоран Матковић, Армин Смајић, Драган Шкрба, Ратко Нинковић, Душко Ивановић, Милорад Шешлија, Зоран Слишковић, Петар Ђорђевић, Мустафа Ђелиловић, Аднан Фочић, Зоран Елез | Ивица Осим                           |
| Вардар          | Милко Симовски 31/1, Тони Савевски 30, Гордан Здравков 27/10, Драги Сетинов 27/3, Дарко Панчев 26/12, Стојимир Урошевић 25/5, Момчило Грошев 25, Чедомир Јаневски 25, Драги Канатларовски 24/1, Илија Најдовски 24, Петар Георгијевски 20/2, Слободан Горачинов 20, Ђорђе Јовановски 19, Томе Трајановски 18/4, Никола Аврамовски 18/3, Мирко Петров 15/4, Зоран Трајчевски 13/1, Васил Рингов 10/4, Венцеслав Симоновски 6, Бобан Бабунски 6, Горан Марић 4, Вујадин Станојковић 4, Љупчо Лазаров 4, Зоран Бошковски 4, Љупчо Марковски 2, Благоја Кулевски 1, Александар Недев 1, Горан Стојановић 1, Слободан Мутибарић 1. | Илија Димовски                       |
| Осијек          | Лука Костић 34/2, Стеван Мичић 31, Иван Шмудла 30/2, Анте Ракела 27/3, Милан Јанковић 27/2, Горан Поповић 25, Марио Оршулић 24/1, Јасмин Џеко 23/2, Изет Реџепагић 22/6, Владо Касало 22/4, Здравко Чакалић 19/1, Славко Бакета 18, Горан Алар 17/3, Алојз Лукић 16/1, Давор Шукер 15/3, Зденко Адамовић 15/1, Дражен Кукурић 15/1, Слободан Маровић 15, Драган Лепињица 13/1, Бранко Карачић 12/6, Миомир Метер 7, Милан маричић 7, Владо Билић 4, Зденко Јаман 1. | Љупко Петровић                       |
| Сутјеска        | Славенко Кузељевић 34/5, Жељко Вуковић 34/2, Радоман Грбовић 32/3, Горан Живановић 32, Милош Бурсаћ 31/20, Драган Поповић 26/1, Милован Марушић 26, Милош Дризић 24/7, Бојан Кркић 24, Брајан Ненезић 21/5, Александар Медин 21/1, Драгић Комадина 20/1, Момир Бакрач 18/2, Жељко Бајчета 17/4, Миомир Бакрач 16, Борисав Радовановић 11, Душко Радиновић 10/1, Младен Бановић 10, Ратко Пејовић 8, Жарко Драшковић 7/2, Ранко Зиројевић 7/1, Драган Мијановић 7, Перицца Аџић 3, Перо Гиљен 3. | Милован Ђорић                        |
| Приштина        | Скендер Шенгуљ 34, Фадиљ Мурићи 32/11, Рифат Мехиновић 32/2, Џевдет Мурићи 29/2, Фадиљ Вокри 27/5, Кујтим Шаља 27/1, Сахит Кељменди 26/1, Раде Залад 25, Миодраг Ћирковић 24/1, Фатон Доми 23, Рафет Прекази 23, Арбнор Морина 21/1, Фавзи Рама 16/2, Менсур Неџипи 15/5, Зоран Батровић 14/5, Горан Пуповац 11, Шефћет Синани 10, Суад Колић 10, Нашет Жавели 9, Зоран Лукић 8, Фадиљ Бериша 5/1, Африм Товрљани 5, А. Меха 4, Рамиз Краснићи 3, Бобан Станковић 2, Агим Цана 1, Небојша Јовановић 1, Реџеп Гаџоли 1. | Фуад Музуровић                       |
| Слобода         | Митар Лукић 33/8, Раде Тошић 33/1, Муневер Крајишник 31/8, Мидхат Мемишевић 28, Адемир Смајловић 27/8, Цвијан Милошевић 27/6, Горан Миљановић 27/3, Мирза Хаџић 26, Јасмин Јогунчић 24/3, Екрем Ибрић 19/3, Слободан Петровић 19/1, Драгослав Костић 15/2, Мирсад Халилагић 14/1, Денис Садиковић 14, Самир Градашчевић 13, Неџад Верлашевић 12, Зоран Томић 11, Нихад Мујезиновић 11, Томо Мркић 10, Џемал Дједовић 10, Изудин Хаџић 9, Асмир Механовић 7/2, Сеад Сарајлић 6, Невзет Хасанбашић 5, Мухамед Тахировић 2, лазар Радевић 1, Омер Ковачевић 1. | Фахрудин Авдичевић                   |
| Динамо Винковци | Давор Чоп 33/22, Мијо Ручевић 30/2, Срећко Лушић 30/1, Миле Урошевић 29/3, Неврес Захировић 29/2, Здравко Боровница 29/1, Бранко Млинар 29, Зоран Вујчић 27/4, Иван Будимчевић 27, Стево Богдан 26, Мирослав Витковић 26, Милорад Рајовић 25/4, Младен Богдановић 20/6, Мирослав Тањга 11, Игор Берецко 10/2, Мате Станић 10/1, Анђелко Лакетић 10, Анте Шећер 9, Бранко Шкаро 8, Мирослав Варжић 4/2, Ивица Туњић 4, Ивица Цвиткушић 3, Владо Дујаковић 3, Ивица Дуспара 2, М. Терзић 1. | Недељко Гугољ                        |
| Будућност       | Дејан Савићевић 32/10, Драгољуб Брновић 32/4, Душко Влаисављевић 32/2, Мухамед Кољеновић 32/2, Зоран Воротовић 31/2, Раде Вешовић 31/1, Жељко Јановић 29/8, Славко Влаховић 29, Дарко Мугоша 21/3, Миодраг Мартаћ 20/2, Зоран Ившић 17/2, Звонко Поповић 16/4, Драган Симеуновић 16, Горан Мишковић 15/1, Бранислав Ђукановић 15, Милорад Бајовић 12/3, Мирко Радиновић 11/2, Бранислав Дробњак 10, Жељко Божовић 9/1, Иван Радовић 9, Драган Вујовић 9, Драгоје Лековић 5, Звијездан Пејовић 3, Драган Пејовић 1, М. Петровић 1. | Србољуб Маркушевић                   |
| Сарајево        | Милош Ђурковић 34, Мухидин Тескереџић 33/13, Драган Јаковљевић 33/10, Славиша Вукићевић 31/6, Ферид Радељаш 31, Давор Јозић 30, Сенад Мердановић 29/2, Нихад Милак 27, Горан Јуришић 25, Драган Божовић 23, Бернард Барњак 19/1, Зијад Швракић 16/5, Мехмед Јањош 16/1, Мирза Капетановић 16, Бобан Божовић 14/1, Дејан Раичковић 10, Александар Гузина 10, Дане Купрешанин 9, Предраг Пашић 7/1, Ивица Вујичевић 7, Нермин Вазда 5, Томислав Бошњак 5, Недим Тутић 4, Зоран Љубичић 1, Владимир Петковић 1, Срђан Јовановић 1, Милош Аничић 1. | Бошко Антић                          |
| Челик           | Енес Бешић 34/11, Емир Грцић 32/4, Един Хаџиалагић 32/2, Дарко Несторовић 31/10, Дервиш Хаџиосмановић 30/3, Ибрахим Зукановић 30/1, Иван Филеш 27/3, Јасмин Градинчић 25/1, Зоран Милидраг 25/1, Тончи Габрић 24, Миодраг Ђурђевић 23/1, С. Јовановић 17, Галиб Мујичић 16/1, Дарко Фалак 15, Алмир Мемић 14/1, Ненад Видаковић 13, Милорад Ратковић 13, Златко Јуричевић 10, С. Прањић 9, Светислав Пердув 7, Јасмин Дервишевић 5, Мирко Думушић 3, Марио Зеба 2, И. Јуричевић 1 | Џемалудин Мушовић                    |
| ОФК Београд     | Маринко Стојаковић 33/15, Стевица Кузмановски 33/2, Драган Марковић 33/1, Небојша Петровић 32/9, Зоран Стојадиновић 31/10, Божидар Миленковић 31/2, Драган Стевовић 31, Ђорђе Серпак 29/3, Саша Недељковић 27, Иван Вељић 22/3, Миодраг Ђурић 21, Мирослав Николић 19, Мирза Кахровић 16, Миленко Бјелић 15, Зоран Лончар 14/2, Игор Џепина 14, Владета Старчевић 8/1, Драган Томић 7, Миленко Рајковић 6, Ђура Станимировић 6, Милан Ђурђевић 4, Зоран Краљевић 2, Душан Кљајић 2, Зоран Доличанин 2, Б. Вукашиновић 1, Милош Костић 1, Гордан Петрић 1. | Велимир Ђорђевић                     |
| Војводина       | Владан Димитрић 34/2, Мирослав Ћурчић 32/13, Зоран Марић 31/8, Светозар Шапурић 30/2, Мирко Тинтар 23/1, Миле Врга 23, Санид Бегановић 22, Бранислав Новаковић 18/2, Никола Марјановић 16, Милован Обрадовић 14, Владимир Токовић 14, Жарко Дрмановић 13/1, Драган Васић 13, Зденко Адамовић 12/2, Милан Ђуровић 12, Звонко Ћирић 12, Пол Дардаи 11/1, Лазар Грубор 11, Јосиф Илић 11, Душан Мијић 10, Драган Аничић 9, Александар Стојановић 8, Милорад Вукадиновић 6, Драган Гаћеша 6, Ентони Деликат 5, Атила Касаш 5, Зоран Чикић 4, Шандор Мокуш 4, Младен Јованић 3, Александар Влаховић 3, Зоран Мијуцић 3, Мануел Зварик 3, Ивица Вуков 2/1, Јожеф Боршо 2, Синиша Арсин 2, Петар Шкорић 2, Предраг Малешев 1, Роберт Хаџнађ 1, Саша Мирјанић 1, Спасоје Јелачић 1, Станислав Крејић 1, Жељко Дакић 1 | Томислав Калоперовић, Владимир Савић |

1. ↑  погинуо 3. септембра 1985. у саобраћајној несрећи